# ۱۲۷ (پیش از میلاد)
۱۲۷ (پیش از میلاد) ۱۲۷مین سال قبل از تقویم میلادی است.